# Feyenoord in het seizoen 1996/97
Hier staan alle statistieken van Feyenoord tijdens het seizoen 1996/97.

## Wedstrijden

### PTT-Telecompetitie
| Datum      | Thuis              | Uitslag | Uit              | Doelpuntenmakers Feyenoord | Bijzonderheden                                                   |
| ---------- | ------------------ | ------- | ---------------- | --- | ---------------------------------------------------------------- |
| 20-08-1996 | Roda JC            | 1 - 1   | Feyenoord        | 0-1 83' Van Wonderen Boateng |                                                                  |
| 25-08-1996 | Feyenoord          | 3 - 0   | FC Volendam      | 1-0 28' Sánchez Taument 2-0 45' Taument Larsson 3-0 53' Taument Larsson                                                                                          |                                                                  |
| 28-08-1996 | Feyenoord          | 2 - 1   | De Graafschap    | 1-1 73' Larsson Obiku 2-1 83' (pen.) Van Gastel |                                                                  |
| 03-09-1996 | Fortuna Sittard    | 0 - 2   | Feyenoord        | 0-1 6' Larsson 0-2 26' (pen.) R. Koeman |                                                                  |
| 07-09-1996 | Feyenoord          | 4 - 1   | Willem II        | 1-0 8' Sánchez Van Wonderen 2-1 70' Taument Vos 3-1 76' Vos Taument 4-1 83' Larsson Van Bronckhorst                                                              |                                                                  |
| 15-09-1996 | FC Twente          | 0 - 1   | Feyenoord        | 0-1 36' Van Gastel Van Bronckhorst |                                                                  |
| 21-09-1996 | Sparta Rotterdam * | 0 - 1   | Feyenoord        | 0-1 46' Larsson Boateng | * Speelde de wedstrijd uit met 10 spelers, (± 64 min.)           |
| 29-09-1996 | Vitesse            | 4 - 2   | Feyenoord        | 4-1 75' Sánchez Saganowski 4-2 80' Schuiteman |                                                                  |
| 09-10-1996 | Feyenoord          | 3 - 1   | FC Groningen *   | 1-0 14' (pen.) R. Koeman 2-1 55' Taument Van Bronckhorst 3-1 60' Sánchez R. Koeman                                                                               | * Speelde de wedstrijd uit met 10 spelers, (± 27 min.)           |
| 12-10-1996 | RKC Waalwijk       | 1 - 1   | Feyenoord        | 1-1 58' Van Bronckhorst Taument |                                                                  |
| 20-10-1996 | PSV                | 7 - 2   | Feyenoord        | 0-1 2' Van Bronckhorst Taument 7-2 90' Zwijnenberg Van Bronckhorst                                                                                               | 44' Boateng                                                      |
| 23-10-1996 | Feyenoord          | 1 - 0   | AZ               | 1-0 45' (pen.) R. Koeman |                                                                  |
| 26-10-1996 | Feyenoord          | 2 - 1   | FC Utrecht       | 1-0 75' Vos Larsson 2-1 88' (pen.) R. Koeman |                                                                  |
| 03-11-1996 | FC Groningen       | 0 - 1   | Feyenoord        | 0-1 4' Vos Taument |                                                                  |
| 12-11-1996 | Feyenoord          | 1 - 0   | NAC *            | 1-0 51' Van Bronckhorst R. Koeman | 38' Graff * Speelde de wedstrijd uit met 10 spelers, (± 38 min.) |
| 15-11-1996 | sc Heerenveen      | 1 - 0   | Feyenoord        | |                                                                  |
| 24-11-1996 | Feyenoord          | 2 - 2   | Ajax *           | 1-0 4' (pen.) R. Koeman 2-1 16' Schuiteman | * 2' (pen.) Kluivert (Ajax)                                      |
| 08-12-1996 | De Graafschap      | 0 - 4   | Feyenoord        | 0-1 14' Sánchez Larsson 0-2 39' Sánchez Claeys 0-3 49' Larsson 0-4 67' (pen.) R. Koeman                                                                          |                                                                  |
| 18-12-1996 | Feyenoord          | 1 - 0   | Roda JC          | 1-0 36' R. Koeman | 42' Fraser                                                       |
| 22-12-1996 | N.E.C.             | 1 - 2   | Feyenoord        | 0-1 39' Taument Vos 1-2 89' Taument Larsson |                                                                  |
| 16-02-1997 | FC Volendam        | 0 - 2   | Feyenoord        | 0-1 5' Vos 0-2 90' Sánchez Boateng |                                                                  |
| 23-02-1997 | Ajax               | 3 - 0   | Feyenoord        | | 84' Sánchez                                                      |
| 01-03-1997 | Feyenoord          | 2 - 0   | N.E.C.           | 1-0 43' Sánchez Van Bronckhorst 2-0 49' Sánchez Taument |                                                                  |
| 09-03-1997 | Feyenoord          | 0 - 0   | PSV              | |                                                                  |
| 15-03-1997 | Feyenoord          | 5 - 0   | RKC Waalwijk     | 1-0 7' Taument Van Wonderen 2-0 42' Fraser Larsson 3-0 62' Taument Van Wonderen 4-0 75' Montoya Van Bronckhorst 5-0 76' Taument Larsson                          |                                                                  |
| 23-03-1997 | AZ                 | 0 - 2   | Feyenoord        | 0-1 4' Larsson Taument 0-2 76' Taument |                                                                  |
| 06-04-1997 | Feyenoord          | 0 - 0   | Vitesse          | |                                                                  |
| 13-04-1997 | Willem II          | 0 - 2   | Feyenoord        | 0-1 71' Picún Iwan 0-2 84' Fraser Van Bronckhorst |                                                                  |
| 19-04-1997 | Feyenoord          | 4 - 4   | Fortuna Sittard  | 1-1 11' Sánchez Schuiteman 2-2 45' Vos 3-3 65' (pen.) R. Koeman 4-3 79' Sánchez Montoya                                                                          | 55' (pen.) R. Koeman                                             |
| 04-05-1997 | NAC                | 0 - 2   | Feyenoord        | 0-1 13' Sánchez 0-2 50' Sánchez |                                                                  |
| 11-05-1997 | Feyenoord          | 1 - 1   | FC Twente        | 1-0 9' Fraser R. Koeman |                                                                  |
| 19-05-1997 | Feyenoord          | 6 - 1   | Sparta Rotterdam | 1-0 4' Taument R. Koeman 2-1 18' Sánchez Van Wonderen 3-1 34' Taument Van Wonderen 4-1 41' Sánchez Schuiteman 5-1 66' Van Gastel 6-1 71' Van Bronckhorst Larsson |                                                                  |
| 25-05-1997 | Feyenoord          | 4 - 2   | SC Heerenveen    | 1-0 6' Van Bronckhorst 2-0 18' R. Koeman 3-0 30' Sánchez Van Gastel 4-0 52' Taument Larsson                                                                      |                                                                  |
| 01-06-1997 | FC Utrecht         | 2 - 1   | Feyenoord        | 2-1 84' Vos Van Bronckhorst |                                                                  |

### Amstel cup

#### Tweede ronde
De vier hoogst geklasseerde clubs uit de Eredivisie stroomden tijdens de tweede ronde van het toernooi in en konden niet tegen elkaar worden geloot. 
| Datum      | Thuis      | Uitslag | Uit       | Doelpuntenmakers Feyenoord              | Bijzonderheden |
| ---------- | ---------- | ------- | --------- | --------------------------------------- | -------------- |
| 27-11-1996 | VV Baronie | 0 - 2   | Feyenoord | 0-1 20' Van Bronckhorst 0-2 63' Larsson |                |

#### Achtste finale
| Datum      | Thuis     | Uitslag | Uit | Doelpuntenmakers Feyenoord | Bijzonderheden |
| ---------- | --------- | ------- | --- | -------------------------- | -------------- |
| 09-02-1997 | Feyenoord | 1 - 0   | RKC | 1-0 75' Vos                |                |

#### Kwartfinale
| Datum      | Thuis         | Uitslag | Uit       | Doelpuntenmakers Feyenoord | Bijzonderheden |
| ---------- | ------------- | ------- | --------- | -------------------------- | -------------- |
| 12-03-1997 | sc Heerenveen | 2 - 1   | Feyenoord | 0-1 24' Vos                |                |

### Europees

#### UEFA Cup

##### Eerste ronde
| Datum      | Thuis       | Uitslag | Uit         | Doelpuntenmakers Feyenoord | Bijzonderheden |
| ---------- | ----------- | ------- | ----------- | -------------------------- | -------------- |
| 10-09-1996 | CSKA Moskou | 0 - 1   | Feyenoord   | 0-1 80' Van Wonderen       |                |
| 24-09-1996 | Feyenoord   | 1 - 1   | CSKA Moskou | 1-1 73' Van Wonderen       |                |

##### Tweede ronde
| Datum      | Thuis     | Uitslag | Uit       | Doelpuntenmakers Feyenoord                         | Bijzonderheden |
| ---------- | --------- | ------- | --------- | -------------------------------------------------- | -------------- |
| 15-10-1996 | Espanyol  | 0 - 3   | Feyenoord | 0-1 22' Van Gastel 0-2 54' Taument 0-3 89' Larsson |                |
| 29-10-1996 | Feyenoord | 0 - 1   | Espanyol  |                                                    |                |

##### Derde ronde
| Datum      | Thuis     | Uitslag | Uit       | Doelpuntenmakers Feyenoord  | Bijzonderheden |
| ---------- | --------- | ------- | --------- | --------------------------- | -------------- |
| 19-11-1996 | Tenerife  | 0 - 0   | Feyenoord |                             |                |
| 03-12-1996 | Feyenoord | 2 - 4   | Tenerife  | 1-4 84' Sánchez 2-4 89' Vos |                |

## Selectie
De selectie staat op alfabetische volgorde.
| Positie | Speler                    |
| ------- | ------------------------- |
| V       | Patrick Allotey           |
| V/M     | / George Boateng          |
| M       | Peter Bosz (tot sep 1996) |
| V/M     | Giovanni van Bronckhorst  |
| V       | Geoffrey Claeys           |
| A       | Denilson                  |
| DM      | Jerzy Dudek               |
| V       | Haytham Farouk            |
| V       | Henk Fraser               |
| V/M     | Jean-Paul van Gastel      |
| DM      | Ed de Goey                |
| V       | Patricio Graff            |
| M       | Tomasz Iwan               |

| Positie | Speler                          |
| ------- | ------------------------------- |
| A       | Chaly Jones                     |
| V       | Ronald Koeman                   |
| A       | Henrik Larsson                  |
| A       | Tati Montoya                    |
| A       | Mike Obiku (tot aug 1996)       |
| V       | Fernando Picún                  |
| A       | Marek Saganowski (tot feb 1997) |
| M       | Pablo Sánchez                   |
| V       | Bernard Schuiteman              |
| A       | Gaston Taument                  |
| A       | Henk Vos                        |
| V/M     | Kees van Wonderen               |
| V       | Clemens Zwijnenberg             |

## Topscorers
Legenda
- Doelpunt
- Waarvan Strafschoppen

Er wordt steeds de top 3 weergegeven van elke competitie.

### PTT-Telecompetitie
| Plek | Speler         |    | Gescoord met penalty |
| ---- | -------------- | -- | -------------------- |
| 1.   | Pablo Sánchez  | 16 | 0                    |
| 2.   | Gaston Taument | 13 | 0                    |
| 3.   | Ronald Koeman  | 9  | 7                    |

### Amstel Cup
| Plek | Speler                   |   | Gescoord met penalty |
| ---- | ------------------------ | - | -------------------- |
| 1.   | Henk Vos                 | 2 | 0                    |
| 2.   | Giovanni van Bronckhorst | 1 | 0                    |
| 2.   | Henrik Larsson           | 1 | 0                    |

### Europees

#### UEFA Cup
| Plek | Speler               |   | Gescoord met penalty |
| ---- | -------------------- | - | -------------------- |
| 1.   | Kees van Wonderen    | 2 | 0                    |
| 2.   | Jean-Paul van Gastel | 1 | 0                    |
| 2.   | Henrik Larsson       | 1 | 0                    |
| 2.   | Pablo Sánchez        | 1 | 0                    |
| 2.   | Gaston Taument       | 1 | 0                    |
| 2.   | Henk Vos             | 1 | 0                    |

### Overall
| Plek | Speler         |    | Gescoord met penalty |
| ---- | -------------- | -- | -------------------- |
| 1.   | Pablo Sánchez  | 17 | 0                    |
| 2.   | Gaston Taument | 14 | 0                    |
| 3.   | Ronald Koeman  | 9  | 7                    |
| 3.   | Henrik Larsson | 9  | 0                    |
| 3.   | Henk Vos       | 9  | 0                    |

Mannen
1954/55 · 1955/56 · 1956–1988 · 1988/89 · 1989/90 · 1990/91 · 1991/92 · 1992/93 · 1993/94 · 1994/95 · 1995/96 · 1996/97 · 1997/98 · 1998/99 · 1999/00 · 2000/01 · 2001/02 · 2002/03 · 2003/04 · 2004/05 · 2005/06 · 2006/07 · 2007/08 · 2008/09 · 2009/10 · 2010/11 · 2011/12 · 2012/13 · 2013/14 · 2014/15 · 2015/16 · 2016/17 · 2017/18 · 2018/19 · 2019/20 · 2020/21 · 2021/22 · 2022/23 · 2023/24 · 2024/25

Vrouwen
2021/22 · 2022/23 · 2023/24 · 2024/25
Ajax ·
AZ ·
Feyenoord ·
Fortuna Sittard ·
De Graafschap ·
FC Groningen ·
sc Heerenveen ·
NAC ·
N.E.C. ·
PSV ·
RKC Waalwijk ·
Roda JC ·
Sparta Rotterdam ·
FC Twente ·
FC Utrecht ·
Vitesse ·
FC Volendam ·
Willem II